# Абанкай
Абанкай (ісп. Abancay; кеч. Awankay) — місто на півдні Перу.
Адміністративний центр регіону (раніше департаменту) Апурімак і провінції Абанкай.

## Географія
Абанкай розташоване на висоті 2378 м над рівнем моря в південній частині Перуанських Анд, над річкою Пачачака. Найближче місто — Куско.
Абанкай знаходиться на перетині двох важливих перуанських доріг: стародавньої дороги між містами Наска і Куско і дороги з Аякучо в Куско.

### Клімат
Місто знаходиться у зоні, котра характеризується морським кліматом. Найтепліший місяць — листопад із середньою температурою 12.4 °C (54.3 °F). Найхолодніший місяць — липень, із середньою температурою 9.3 °С (48.7 °F).
| Клімат Абанкая          | Клімат Абанкая | Клімат Абанкая | Клімат Абанкая | Клімат Абанкая | Клімат Абанкая | Клімат Абанкая | Клімат Абанкая | Клімат Абанкая | Клімат Абанкая | Клімат Абанкая | Клімат Абанкая | Клімат Абанкая | Клімат Абанкая |
| Показник                | Січ.           | Лют.           | Бер.           | Квіт.          | Трав.          | Черв.          | Лип.           | Серп.          | Вер.           | Жовт.          | Лист.          | Груд.          | Рік            |
| Середня температура, °C | 11,6           | 11,8           | 11,8           | 11,6           | 10,6           | 9,5            | 9,3            | 10,3           | 11,3           | 11,7           | 12,4           | 12,4           | 11,2           |
| Норма опадів, мм        | 145.4          | 139.8          | 130.9          | 53.1           | 15.5           | 6.5            | 9              | 15.8           | 39             | 48.4           | 69.7           | 99.6           | 772.7          |
| Днів з опадами          | 17             | 23,3           | 15,1           | 9,9            | 5,6            | 1,9            | 1,9            | 3              | 7,6            | 9,1            | 9,6            | 14,3           | 118,3          |
| Вологість повітря, %    | 65.5           | 66.2           | 67             | 60.3           | 55             | 49.7           | 48             | 49.9           | 52.8           | 52.5           | 53.1           | 59.3           | 56.6           |
| ----------------------- | -------------- | -------------- | -------------- | -------------- | -------------- | -------------- | -------------- | -------------- | -------------- | -------------- | -------------- | -------------- | -------------- |
| Джерело: Weatherbase    |                |                |                |                |                |                |                |                |                |                |                |                |                |

## Історія
Абанкай був заселений ще задовго до інків. Первісна назва «Аманкай» виникла від квітки, яка була поширена в цих місцях. Потім іспанці перейменували місто в «Абанкай, місто королів», скороченого згодом до Абанкай.
Тут відбулася битва при Абанкаї між військами конкістадора Франсиско Пісарро і Дієґо де Альмаґро.

## Туризм
Головним туристичним подією є карнавал, що проходить цілий місяць, починаючи з останнього тижня лютого.
Місто оточують чудові ландшафти. Варто відвідати Національний заповідник Ампай в Андах і Хмарний ліс в басейні Амазонки на північ від міста, де розташована гора Апу-Ампай висотою 5300 м.
Річка Пачачака відома своїм мостом, побудованим за часів колонізації.
За декілька кілометрів від міста, на території національного заповідника, розташована мальовнича лагуна Успакочча і археологічний об'єкт Сайвена, відомий своїм кам'яним монолітом.
Варто відвідати також гарячі джерела конок, що допомагають проти артриту, астми та псоріазу.